# Gibbonsia
Gibbonsia is een geslacht van straalvinnige vissen uit de familie van beschubde slijmvissen (Clinidae).

## Soorten
- Gibbonsia elegans (Cooper, 1864)
- Gibbonsia evides (Jordan & Gilbert, 1883)
- Gibbonsia metzi Hubbs, 1927
- Gibbonsia montereyensis Hubbs, 1927